# Boecillo
Boecillo é um município da Espanha na província de Valladolid, comunidade autónoma de Castela e Leão, de área 24,09 km² com população de 2999 habitantes (2007) e densidade populacional de 124,49 hab./km².

## Demografia
| Variação demográfica do município entre 1991 e 2004 | Variação demográfica do município entre 1991 e 2004 | Variação demográfica do município entre 1991 e 2004 | Variação demográfica do município entre 1991 e 2004 |
| --------------------------------------------------- | --------------------------------------------------- | --------------------------------------------------- | --------------------------------------------------- |
| 1991                                                | 1996                                                | 2001                                                | 2004                                                |
| 910                                                 | 1242                                                | 1852                                                | 2327                                                |